# Saint-Antonin (Gers)
Saint-Antonin (gaskognisch: Sent Antonin) ist eine französische Gemeinde mit 155 Einwohnern (Stand 1. Januar 2022) im Département Gers in der Region Okzitanien (bis 2015 Midi-Pyrénées); sie gehört zum Arrondissement Condom und zum Gemeindeverband Bastides de Lomagne. Die Bewohner nennen sich ois/oises.

## Lage
Im Nordwesten berührt das Flüsschen Orbe das Gemeindegebiet, im Südosten der Arrats.
Saint-Antonin ist umgeben von den Nachbargemeinden Mansempuy im Norden, Mauvezin im Nordosten, Osten und Südosten, Saint-Sauvy im Süden und Südwesten, Augnax im Westen sowie Puycasquier im Nordwesten.

## Bevölkerungsentwicklung
| Jahr                       | 1793 | 1861 | 1866 | 1872 | 1962 | 1968 | 1975 | 1982 | 1990 | 1999 | 2006 | 2011 | 2016 |
| Einwohner                  | 428  | 537  | 532  | 408  | 207  | 174  | 137  | 138  | 118  | 130  | 134  | 150  | 158  |
| Quellen: Cassini und INSEE |      |      |      |      |      |      |      |      |      |      |      |      |      |